# وادي براهوفا

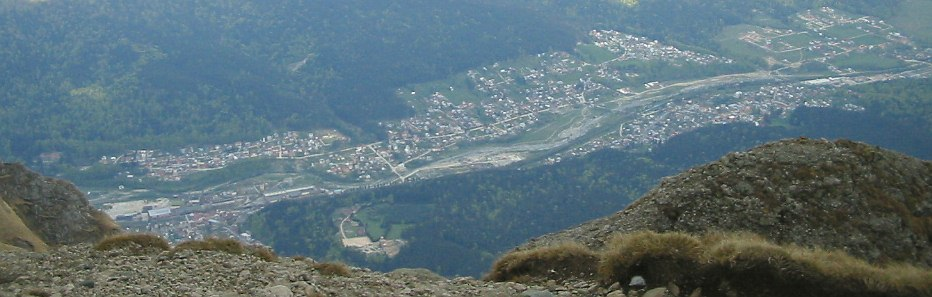
صورة لوادي براهوفا من أعلى جبل كارايمان

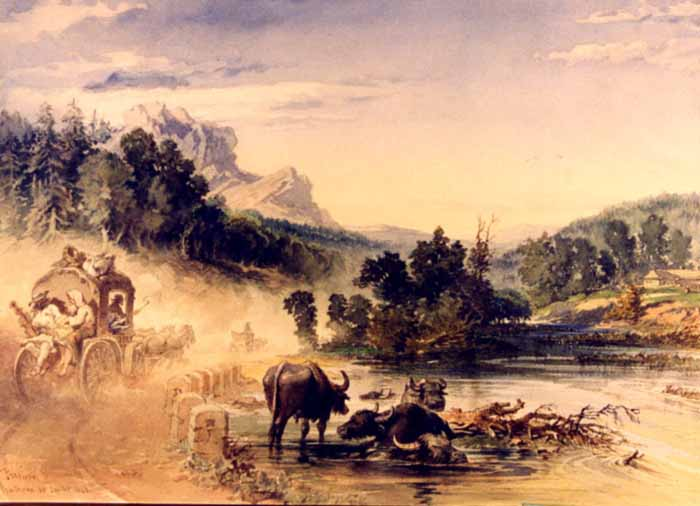
وادي براهوفا في لوحة رسمت بالألوان المائية من الرسام أميديو بريزيوسي

وادي براهوفا (وبالرومانية: Valea Prahovei ) هو الوادي الذي يمر فيه نهر براهوفا بين جبال بوسيجي وجبال بايو في الكاربات في رومانيا. هي منطقة سياحية، تقع على بعد حوالي 100 كيلومتر (62 ميل) شمال العاصمة بوخارست .

## الحرب العالمية الأولى
خلال الحرب العالمية الأولى ، كانت المنطقة ساحة حرب عنيفة بين القوات النمساوية المجرية والألمانية من جهة والقوات الرومانية من جهة أخرى. كان الهدف الاستراتيجي للقوى المركزية هو الوصول إلى بوخارست عبر أقصر وأسرع طريق ممكن، لكن تصدت لهم المقاومة الرومانية.

## جغرافية
جغرافيًا، يفصل نهر براهوفا سلسلة جبال الكاربات الشرقية عن جبال الكاربات الجنوبية . وتاريخيًا، كان هذا الممر هو أهم ممر بين منطقتي الأفلاق وترانسيلفانيا . حيث يربط طريق DN1 بين بوخارست ومدينة براشوف ، وحاليًا الطريق السريع A3 تحت الإنشاء وهو مخطط ان يبنى على طول وادي براهوفا.
فشل وادي براهوفا في المشاركة في استضافه مهرجان الشباب الأوروبي 2013 ، ولهذا نظر مسؤولو الوادي في تقديم عرض للألعاب الأولمبية الشتوية لعام 2022 . 
تعد المنطقة وجهةً شهيرة لمتسلقي الجبال ولعشاق الرياضات الشتوية. ومن أهم المنتجعات:
- بريديال
- أزوغا
- بوتيني
- سينايا
- كومارنك
- بريزا

## روابط خارجية
- مناظر طبيعية من الجبال أعلاه
- الإقامة الرسمية ومعلومات الإقامة عبر الإنترنت
- سكن وإقامة بوستيني